# Two Naughty Boys
Two Naughty Boys è un cortometraggio muto del 1909, diretto da David Aylott.
Tra il 1898 e il 1902 il regista inglese James Williamson aveva coinvolto i suoi figli maggiori, Alan Williamson (1886-1952) e Colin Williamson (1887-1976), come protagonisti di una serie di cortometraggi nei panni di due terribili ragazzini (Two Naughty Boys), secondo uno schema che tanta fortuna aveva avuto nel cinema fin dalle origini. Quando Alan e Colin divennero troppo grandi per la parte furono sostituiti nello stesso ruolo dai loro fratelli minori, Tom Williamson (1891-1959) e Stuart Williamson (1893-1972). In questo caso Tom e Stuart sono diretti da un altro regista della compagnia cinematografica paterna, David Aylott. I fratelli Williamson furono non solo i primi attori bambini del cinema britannico ma in assoluto i primi bambini ad avere un ruolo protagonistico in un serial cinematografico.

## Trama
Due bambini tormentano il nonno con ogni dispetto. Quindi escono per giocare a badminton. Il volano supera la recinzione nel cortile sul retro dove il vicino e sua moglie piantano cespugli di rose. Quando i ragazzi sfondano il recinto, anche gli adulti delle due famiglie vengono coinvolti nel caos.

## Produzione
Il film fu prodotto nel Regno Unito dalla Williamson Kinematograph Company.

## Distribuzione
Il film fu distribuito dalla Williamson Kinematograph Company nelle sale inglesi nel luglio 1909.